# Глухов, Сергей Николаевич
Сергей Николаевич Глухов (род. 19 февраля 1967 года) — мастер спорта России международного класса (хоккей с мячом), вице-чемпион мира 1995 года.

## Карьера
С. Н. Глухов начал играть в хоккей с мячом в Ульяновске в детской команде «Торпедо» в 1978 году.
В 1981 году начинает тренироваться в школе «Волги».
Впервые на лёд вышел в дочерней команде — «Волги» — димитровградском «Строителе».
В 1986 году он примерил форму московского «Динамо». А в 1989 году переходит в красногорский «Зоркий».
С распадом СССР выезжает за рубеж. С 1992 года играет в шведских клубах низших дивизионов.
В 1994—1995 годах привлекался в сборную России, в составе которой в 1995 году становится вице-чемпионом мира.
После окончания карьеры остался в Швеции.

## Достижения
- Чемпион СНГ — 1992
- Вице-чемпион СССР — 1987, 1988, 1991
- Обладатель кубка СССР — 1987, 1991
- Финалист кубка СССР — 1988, 1989
- Обладатель Кубка мира — 1990
- Вице-чемпион мира — 1995
- Третий призёр турнира на призы Правительства России — 1994
- Чемпион СССР среди юношей — 1983